# Селяни, ядещи картофи
„Селяни, ядещи картофи“ (на нидерландски: De Aardappeleters) е картина на Винсент ван Гог, която той рисува през април 1885 г. в Нюнен.

## История
„Селяни, ядещи картофи“ е първата голяма картина на ван Гог. Картината също е най-важния резултат от двегодишния период на творчество и експерименти в Нюнен, когато ван Гог рисува около 180 картини. На картината са представени селяни, които вечерят след трудовия си ден.
Попадайки при тях след като е рисувал цял ден на открито, той е впечатлен и започва веднага да рисува. За това той пише на брат си Тео в началото на 1885 година в писмо 404, че в картината се старае да предаде на наблюдаващия мисълта, че тези хора, които ядат картофи на светлината на своята лампа, със същите ръце изравят картофите от пръста. При подготовката за окончателния вариант рисува над 40 скици на глави, ръце и други елементи; специално иска да изрази ръцете им. Картината говори за това, че тези селяни честно са заслужили своята храна.
Ван Гог рисува две картини. Първоначално рисува маслена скица, която се намира в музей Крьолер-Мюлер в Отерло, както и литографии. Втората окончателна картина, която той рисува почти непосредствено след смъртта на баща си, се намира в музея ван Гог в Амстердам.
При рисуването на картината той се стреми да рисува като своя любим художник Жан-Франсоа Миле. За неговите картини ван Гог пише, че селяните му като че ли са нарисувани със земята, която сеят. После добавя, че за да се нарисуват селяните, трябва сам да се чувстваш един от тях и да мислиш като тях.